# Trifolium depauperatum
Trifolium depauperatum es una especie de trébol conocida por los nombres comunes: saco de vaca, trébol de la pobreza y trébol saco de globos.

## Distribución
La planta es nativa del oeste de América del Norte desde la Columbia Británica hasta California, así como del oeste de América del Sur en Perú y Chile. Es una planta común de muchos tipos de hábitat, incluyendo praderas costeras y bosques mixtos de hoja perenne.

## Descripción
Trifolium depauperatum es una pequeña hierba anual que crece en forma vertical o decumbente. Las hojas están formadas por hojuelas ovaladas de hasta 2 centímetros de largo que son lisas, dentadas, lobuladas o de punta roma. La inflorescencia es una cabeza de flores de hasta 1,5 centímetros de largo. La flor tiene una corola rosada púrpura con punta blanca de hasta un centímetro de largo. Se infla a medida que la fruta se desarrolla.

### Subespecies
Trifolium depauperatum Tiene varias variedades, las cuales pueden incluir:
- Trifolium depauperatum var. amplectens — Trébol de saco del balón,  trébol de vejiga pálida.[3]
- Trifolium depauperatum var. depauperatum — Cowbag trébol.[4]
- Trifolium depauperatum var. hydrophilum
- Trifolium depauperatum var. truncatum — Trébol de saco del enano.[5]